# Стефан Фаатьяро
Стефан Фаатьяро (фр. Stéphane Faatiarau, нар. 13 березня 1990, Фаа'а) — таїтянський футболіст, захисник клубу «Тефана» та національної збірної Таїті.

## Клубна кар'єра
У дорослому футболі дебютував 2009 року виступами за команду клубу «Тефана», кольори якої захищає й донині.

## Виступи за збірні
Протягом 2009–2010 років залучався до складу молодіжної збірної Таїті. На молодіжному рівні зіграв у 2 офіційних матчах.
2010 року дебютував в офіційних матчах у складі національної збірної Таїті. Наразі провів у формі головної команди країни 12 матчів, забивши 1 гол.
У складі збірної був учасником розіграшу Кубка конфедерацій 2013 року у Бразилії.